# Saint-Orens, Gers
Saint-Orens är en kommun i departementet Gers i regionen Occitanien i sydvästra Frankrike. Kommunen ligger i kantonen Mauvezin som tillhör arrondissementet Condom. År 2022 hade Saint-Orens 80 invånare.

## Befolkningsutveckling
Antalet invånare i kommunen Saint-Orens
Referens:INSEE